# Super Turrican (NES)
Pour le jeu sur Super Nintendo, voir Super Turrican (Super Nintendo).
Super Turrican est un jeu vidéo de type run and gun développé par Rainbow Arts et édité par Imagineer, sorti en 1992 sur NES.

## Accueil
- Aktueller Software Markt : 8/10[1]